# クワイエット・サン
クワイエット・サン（Quiet Sun）は、1970年代前半にカンタベリー・シーンから登場したイングランドのプログレッシブ・ロック／フュージョン・バンドである。

## 略歴
クワイエット・サンの起源は、ダリッジ・カレッジの学生だったフィル・マンザネラ（ギター）とビル・マコーミック（ベース）が、在学中の1968年に2年後輩のチャールズ・ヘイワード（ドラム）と結成したプー・アンド・オーストリッチ・フェザー（Pooh and the Ostrich Feather）だった。2人はカレッジを卒業した翌年にヘイワードと再会し、3人はデイヴ・ジャレット（キーボード）を迎えて1970年にクワイエット・サンを結成した。
彼等はジャズの要素と煌めくようなキーボード・サウンドを統合して複雑な音楽を演奏した。それは時として、マコーミックの母親の友人の息子に当たるロバート・ワイアットが結成したソフト・マシーンを思い起こさせた。しかしマンザネラのエネルギッシュなギターは、彼等の音楽をソフト・マシーンのそれとはかなり異なったものにした。
クワイエット・サンは1972年に解散した。マンザネラはロキシー・ミュージックに、マコーミックはマッチング・モウルに、ヘイワードはディス・ヒートに行き、ジャレットは数学を教え始めた。
1975年、ロキシー・ミュージックのギタリストとして活動中だったマンザネラは、ソロ・アルバム『ダイアモンド・ヘッド』を録音する際、スタジオを26日間予約して、お蔵入りになっていた楽曲を録音してアルバムを発表しようとマコーミックらに声をかけた。元ロキシー・ミュージックのブライアン・イーノとマコーミックの兄イアンも参加して制作された、最初にして唯一のアルバム『メインストリーム』は絶賛され、ニュー・ミュージカル・エクスプレスで『今月のアルバム』で取り上げられた。
1976年6月、ロキシー・ミュージックが解散し、マンザネラはマコーミック、イーノらと801を結成した。彼等は8月26日にノーフォーク、28日にレディング・フェスティバル、9月3日にロンドンのクイーン・エリザベス・ホールでコンサートを開催し、ロンドン公演の音源を11月に『801 ライヴ』として発表した。このアルバムでは、クワイエット・サンの'Rongwrong'と'Mummy was an asteroid, Daddy was a small non-stick kitchen utensil'が取り上げられた。

## ディスコグラフィ

### アルバム
- 『メインストリーム』 - Mainstream (1975年) ※2011年の再発盤にはボーナストラックが収録された[13]。
- フィル・マンザネラ: 『アーカイヴス・レア・ワン』 - Manzanera Archives: Rare One (2000年)[14] ※未発表デモ4曲を収録したコンピレーション・アルバム。